# Cikaret (Kebonpedes)
Cikaret is een bestuurslaag in het regentschap Sukabumi van de provincie West-Java, Indonesië. Cikaret telt 5165 inwoners (volkstelling 2010).